# Dilleritomus modestus
Dilleritomus modestus là một loài tò vò trong họ Ichneumonidae.